# 한국철도공사 351000호대 전동차
한국철도공사 351000호대 전동차는 수도권 전철 수인·분당선에서 운행 중인 한국철도공사의 통근형 전동차 차량이다. 이 전동차는 한국철도공사 341000호대 전동차와 마찬가지로 한국철도공사의 전동차 중 최초로 VVVF 제어 방식이 채택되었으며, 도입 당시부터 2011년까지 2030호대를 사용하다가 2011년에 351000호대로 변경되었다. 현재 총 6량 61개 편성(366량)이 운행하고 있다.

## 기술적 사양

### 대한민국최초로 도입된VVVF제어전동차
2030호대(현 351000호대) 전동차는, 대한민국 최초로 VVVF제어와 유도전동기를 채용한 전동차로서 첫 반입분인 30편성(현 341000호대 1편성)을 1993년 6월말에 처음으로 도입, 시운전에 착수하여 같은 해 11월에 시운전을 마치고 본선운행에 들어갔다. 비슷한 시기인 1993년 9월 6일에 처음 도입된 서울특별시지하철공사(현 서울교통공사)의 첫 반입분 451편성과 비교하여 약간 빠르다.

### 제어기기
제어시스템은 GTO 사이리스터를 사용하던 가변 전압 가변 주파수 제어(VVVF) 방식을 사용하며, 1개의 제어기기에 4개의 전동기를 사용하던 1C4M 방식을 채택하고 있다. 특히 기존 대한민국 철도청 1000호대 전동차에 비해 출력을 높여 MT비를 줄임과 동시에 회생제동 능력을 갖춰 에너지 절약 및 검수소요 감소를 도모하고 있다. 기본적으로 도시바의 제품을 사용하고 있으며, 이후 우진산전에서 라이센스 생산하던 것으로 바뀌었다. 다만 VVVF 인버터의 경우 자연냉각식이 아니라 당시 신칸센 300계 전동차 및 신칸센 500계 전동차에서 사용한 자동 강제냉각식을 사용하였다.

### 차체 및대차
차체에는 STS304를 사용하던 스테인리스 용접방식의 무도장 차체를 사용하고 있으며, 대차는 원추형 고무스프링을 사용하던 에어스프링 볼스터리스 방식을 채택해 승차감 향상과 경량화를 도모하고 있다. 제동장치는 응답성이 빠르고 전기제동과의 조화가 양호한 전기지령식 제동을 사용하고 있다.

### 실내설비
도입 초기엔 아이보리색 계통의 실내구성과 전형적인 모켓 롱시트로 이루어져 있고, 객실 천장엔 LED방식의 승객안내장치가 설치되어 있다. 냉방은 기존 차량보다 냉방 출력을 강화한 준집중형식으로 제작된 냉방이다. 3세대형부터 기존의 LED 안내기 대신 LCD TV가 설치되었다.

### 승무 설비
승무 설비는 투핸들 형태의 제어대와 계기판, TGIS모니터 등으로 구성되어 있다. 초창기 차량은 ATC 혹은 ATS 전용 운용을 위하여 1차 도입분 차량 운전실을 개조하여 ATC 속도계만이 있는 것이 특징이며 이후 6차분까지 ATC 혹은 ATS 전용 전동차로 반입이 이루어졌다. 초창기 도입분의 경우, 한국철도공사 341000호대 전동차와 동일한 사양의 교류-직류 겸용, ATS·ATC 겸용으로 도입되었기 때문에, 2000년대 이후 교류 전용 전동차로 개조하는 과정에서 분당선의 ATC·ATS 절환스위치는 운전실 개조를 하며 사라졌다.(분당선-수인선 직결 운행을 위해, 분당선 전동차는 ATS 신호장치를 재설치하였고, 수인선 전동차는 ATC 신호장치를 새로 설치하였다.(초창기 도입분 제외)) 1인 승무를 위하여 출입문 개폐용 스위치가 제어대에 추가되어 있다. 3세대형 도입분부터는 기존 투핸들에서 원핸들 형태로 변경되었으며, 7차분 차량부터 분당선-수인선간 상호 직결 운행을 염두에 두고, ATC·ATS 겸용 차량으로 도입이 이루어졌다.

#### TGIS
TGIS는 Train General Information System의 약자로서 열차의 기본적 정보를 승무원에게 전달하던 시스템이다. 기본적으로 제어차에 장비된 중앙장치와 각 차량에 장비된 단말장치로 구성되어 있으며 각 단말기를 루프식으로 구성된다. 각 단말기간의 통신은 RS-485방식을 사용하고 있으며 각각의 단말장치는 각 차량의 전기기기, 서비스기기의 상태를 실시간으로 전달하여 중앙 장치에서 통합 후 모니터를 통하여 승무원(기관사, 차장)에게 전달한다. TGIS의 주요 기능은 다음과 같다.
- 승무원 지원 기능: 각종 기기 상태, 운행상태, 정차역 통보기능
- 주 제어 기기 및 각종 고압전기기의 상태현시 및 고장기록
- 서비스 기기(안내방송, 공조장치, 행선·열번 표시기 등)제어기능
- 검수 지원 기능: 운행·고장기록, 입·출고 점검 및 응급고장처치 안내기능

1993년 차량 도입 당시에는, 일본 도시바사의 수입 완제품이 사용되었지만, 현재는 대한민국 우진산전에서 국산화한 제품을 사용하고 있으며, 이는 기존 제품보다 기능과 성능이 한층 더 강화된 제품이다.

### 편성
편성은 팬터그래프와 주변압기, 제어기기, 전동기가 탑재된 M'차, 제어기기와 전동기만이 탑재된 M차, 그리고 보조전원장치와 공기압축기, 축전지, 제어실등을 갖춘 Tc차와 아무 기기도 탑재되지 않는 T차로 구성되어 있다.
| 객차번호     | 설치된 전장품                        |
| ------------ | ------------------------------------ |
| 3510XX(20XX) | Tc(SIV, 공기압축기, 축전지)          |
| 3511XX(22XX) | M(주변환장치)                        |
| 3512XX(23XX) | M'(팬터그래프, 주변압기, 주변환장치) |
| 3513XX(28XX) | T(무동력객차)                        |
| 3514XX(25XX) | M'(팬터그래프, 주변압기, 주변환장치) |
| 3519XX(21XX) | Tc(SIV, 공기압축기, 축전지)          |

## 배속
- 개번 전 차량번호가 2030 (2030-2130편성)부터 부여된 이유는 1993년 도입 당시 2000호대 디젤 기관차가 아직 퇴역하기 전이었고, 다른 차번(4000호대, 5000호대, 6000호대)은 아직 차적이 정리되지 않은 상태였기 때문이다.

- ● 수도권 전철 수인·분당선
  - 35123~35160, 35179~35183편성: 분당차량기지 소속, 6량
  - 35161~35178편성: 시흥차량기지 소속, 6량

## 현재 운행구간
- ● 수도권 전철 수인·분당선
  - 경원선: 청량리~왕십리
  - 분당선: 왕십리~수원
  - 수인선: 수원~한대앞
  - 안산선/수인선: 한대앞~오이도
  - 수인선: 오이도~인천

## 도입 역사

### 1세대

#### 3차 도입분
- 분당차량사업소 소속: 35101~35122편성 (총 22개 편성)
- 제작사: 대우중공업, 한진중공업

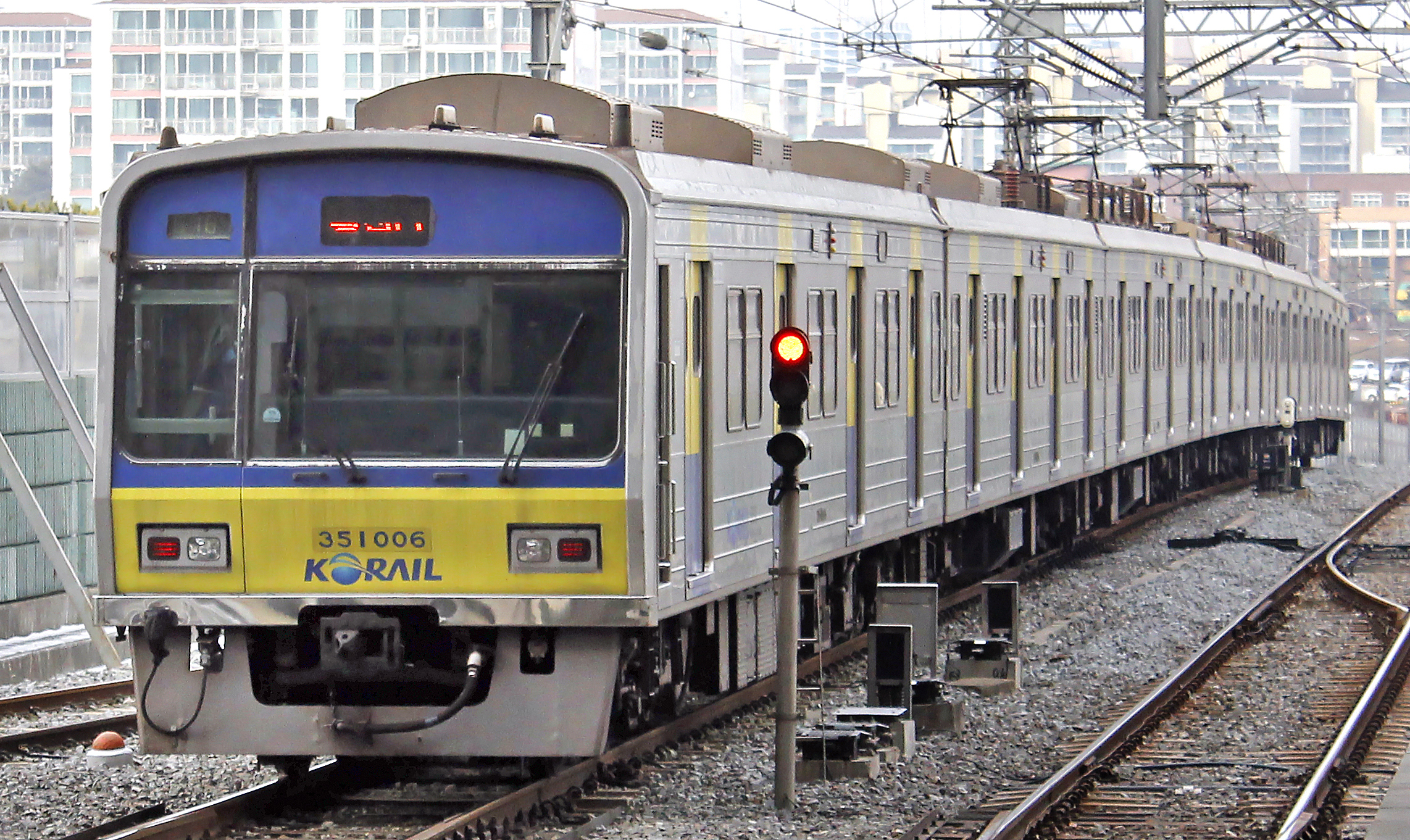
1세대 35106편성(현재는 폐차)

1993년 10월부터 1999년 3월까지 초창기에 도입된 전동차로 분당선 35101~35122편성 (당시 2x47~2x48, 2x50, 2x55~2x69, 2x73~2x76편성)이 해당되며, 차량은 대우중공업과 한진중공업에서 생산되었는데, 여기서 대우중공업에서는 35101~35102편성, 351103, 351203호, 35117~35118편성이, 한진중공업에서는 351003, 351303, 351403, 351903호, 35104~35116, 35119~35122편성이 제작되었다.
1994년 9월 1일 분당선 오리~수서 구간 개통분으로 1993년 10월부터 35101~35111편성(당시 2x47~2x48, 2x50, 2x55~2x62편성)이 도입되었으며, 이후 1994년 7월 18일 1차 증차분으로 35112~35116편성(당시 2x63~2x67편성)이, 1996년 12월 30일 2차 증차분으로 35117~35118편성(당시 2x68~2x69편성)이, 1999년 7월 21일 3차 증차분으로 35119~35122편성(당시 2x73~2x76편성)이 각각 도입이 이루어졌다.
35101~35116편성(당시 2x47~2x48, 2x50, 2x55~2x67편성)의 경우, 4호선에서 운행하고 있는 차량처럼 직교류 겸용, ATS-ATC 겸용 차량이었으나, 이후 분당선 1세대 전동열차는 모든 차량이 교류, ATC 전용화로 운전실 개조 및 팬터그래프 애자 부위가 전량 교류 전용으로 변경되었다. 35117~35122편성은 제작 당시부터 교류 전용 차량으로 제작된 편성이다. 수인선 직결 운행에 대비하여, 35122편성은 ATC·ATS 자동 전환 시스템으로 개조되었다. 나머지 또한 2017년에 35112~35122편성은 스피커의 노후화로 인해 스피커 교체로 경고음이 개선되었으나, 초창기 도입분인 35101~35111편성은 차량 노후화로 인해 교체되지는 않았다. 또한, 1세대 1~3차분 35121편성까지는 ATS 미설치 차량이므로 수인선 고색~인천 구간과 왕십리~청량리 구간에서는 운행되지 않았다.

### 2세대

#### 4차 도입분

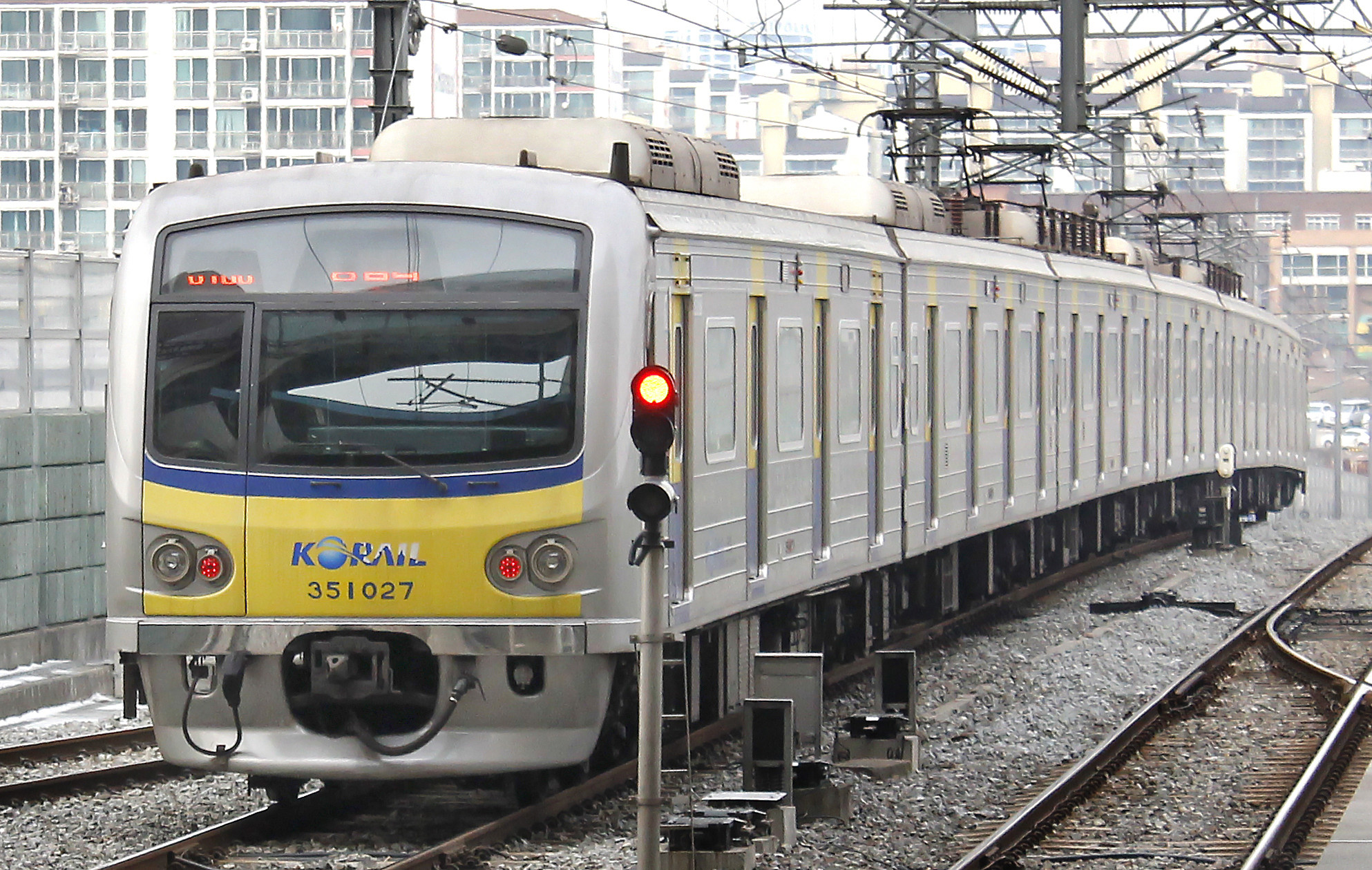
2세대 35127편성

- 분당차량사업소 소속: 35123~35128편성 (총 6개 편성)
- 제작사: 주식회사 로템

35123~35128편성(당시 2x82~2x87편성)의 도입분으로, 2003년 분당선 수서~선릉 연장 개통을 위하여 도입된 편성이다. 2003년 4월에 제작된 도입분이기도 하다. 전체적인 사양은 5000호대 (현.311000호대) 2세대 전동차에 기초했으며, 반입 당시부터 신도색이 적용되었다. 객실 측면창에 통유리가 채용되어 있는 것이 특징이다. 다만, 창문 UV코팅 처리는 이 차량에서는 빠져있고 폐문 시 경고음이 났으나 2011년 쯤에 안내방송장치 개량으로 인해 경고음이 사라졌다. 다만 35128편성은 스피커 교체로 경고음이 재추가되었으며 2017년엔 35112~35122편성 1세대 스피커 교체로 경고음 개선과 동시에 나머지 편성도 스피커 교체로 경고음을 재추가했다. 수인선 직결 운행에 대비하여, 모든 편성이 ATC·ATS 자동 전환 시스템으로 개량되기도 했다.

### 3세대

#### 8차 도입분
- 분당차량사업소 소속: 35129~35143편성 (총 15개 편성)
- 시흥차량사업소 소속: 35161~35178편성 (총 18개 편성)
- 제작사: 현대로템
- 제어방식: VVVF-IGBT(도시바)

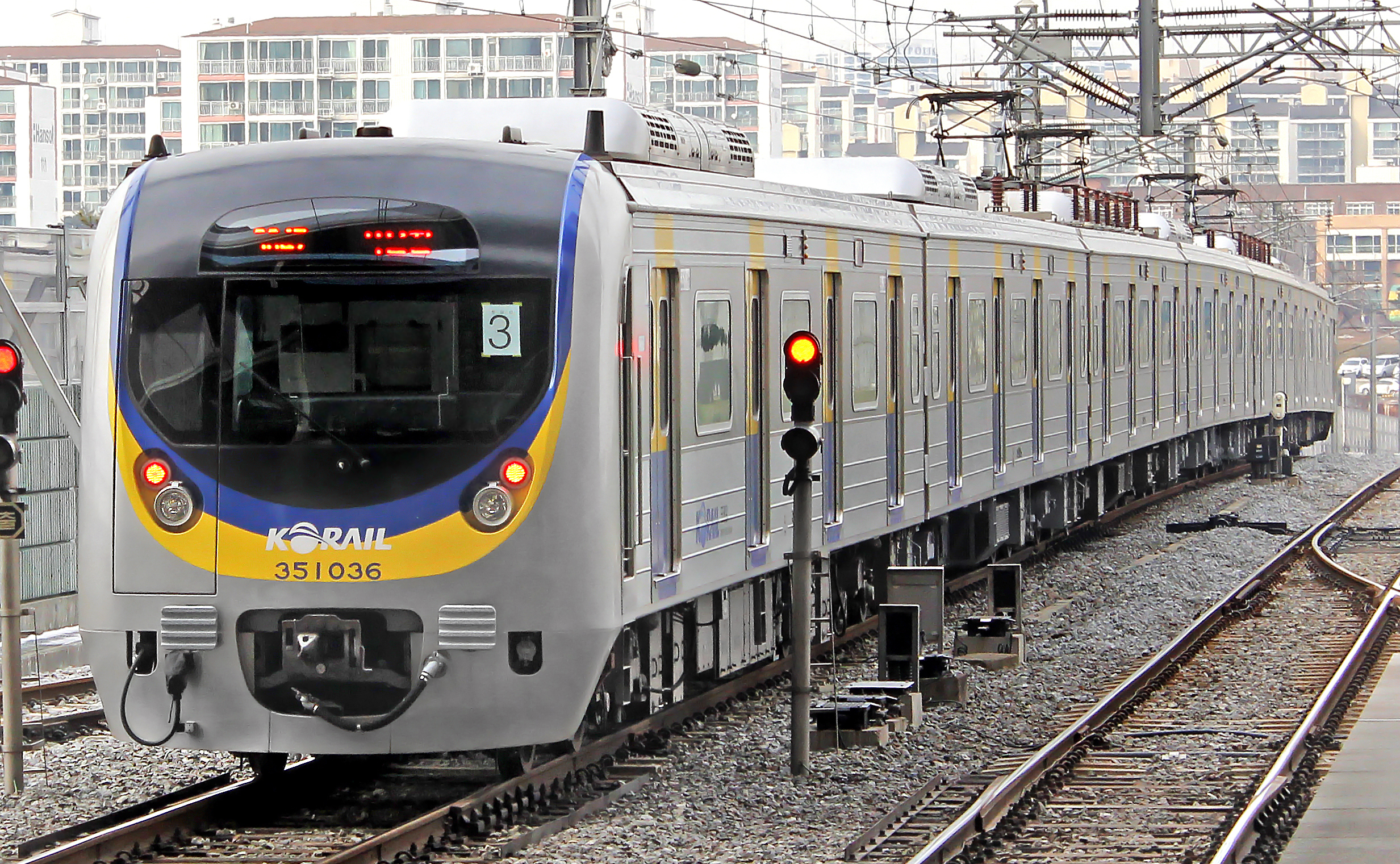
3세대 35136편성

2011년 분당선 보정~기흥 연장 개통과 수인선 송도~오이도 개통을 대비하기 위하여 도입됐으며, 분당선 전기형 35129~35133편성과 수인선 전기형 35161~35168편성이 이에 해당된다. 2011년 4월~10월 제작된 도입분이기도 하다. 전두부 모양이 한국철도공사 331000호대 전동차부터 채용하던 승무시야 확장형 전두부와 동일하게 변경됐고 현대로템의 표준형 전동차 설계 기준을 따르고 있다. 한국철도공사 361000호대 전동차에 기초했으나 스테인레스 차체가 적용되어 있고 기존에 사용하던 도색과 시트가 변경됐으며, 바닥재는 기존 사양과 비슷한 (완전히 동일하지는 않음) 무늬가 적용되기도 했다. 또한 UV코팅이 적용된 통유리와 키 높낮이를 고려한 입석용 손잡이, 객실간 통로문 자동문 설치, 그리고 천장형 LCD TV가 채용됐다. 분당선 및 수인선 직결 운행에 대비하여, ATS·ATC 자동 전환 시스템으로 개량되기도 하였다.
2012년 분당선 선릉~왕십리 연장 개통과 기흥~망포 연장 개통에 대비하여 도입되었으며, 중기형 35134~35140편성이 해당된다. 2012년 3월~6월까지 제작된 도입분이기도 하다. 바닥무늬가 동일 세대의 311000호대 초기 사양으로 변경됐고, 6량 중 M, T 각 1량씩을 한국철도공사 321000호대 전동차 6량화로 인해서 발생한 잔존 차량을 부수차로 전환 사용하여 각각 반입이 이루어졌다. 그러나 코레일이 2014년까지 중앙선 잔존 차량들을 원위치시켜 321000호대 전동차 전 차량을 8량으로 재환원한다는 계획을 발표하여 중앙선 잔존 차량들이 분리되어 빠져나감에 따라 휴차됐다가 2014년 10월부터 동년 11월까지 35134~35140편성 모두 2량씩 (총 14량) 신조되어 반입이 이루어졌다. 수인선 직결 운행에 대비하여, ATS·ATC 자동 전환 시스템으로 개량되기도 했다. 반입은 순차적으로 이어지지 않았는데, 2012년 3월 31일 35138편성이 반입되고 4월 14일 35134편성이 반입이 이루어졌다. 신조차량 반입 역시 순차적으로 진행되지 않았다. 반입은 35135편성은 2014년 10월 7일에, 35134편성은 10월 8일에 이루어졌다. 2013년 분당선 수원 연장과 2016년 수인선 오이도~인천 연장 개통에 대비하기 위하여 2013년에 도입됐으며 분당선 후기형 35141~35143편성과 수인선 후기형 35169~35172편성이 이에 해당된다. 각각 2013년 4월~6월, 2013년 8월~10월까지 제작된 편성들이다. 헤드램프가 LED로 반입되었으며, 선두차 측면 코레일 로고 및 객실 안내 스티커가 변경됐다. 또한 분당선 및 수인선 직결 운행을 염두에 두고, ATC·ATS 자동 전환 시스템이 탑재되어 있다. 수인선 후기형 35169~35172편성은 중앙선 6량화로 인해 잔존 객차가 환원되면서 35134~35140편성이 휴차되자 잠시 분당선에서 영업시운전을 진행한 바 있다. 2020년 9월 12일 수인선과 분당선 직결 운행에 대비하여 35173~39178편성 도입이 이루어졌다. 2017년 7월~10월 제작된 편성이다. 31195~31203편성, 37101~37112편성, 38101~38110편성(동해선 광역전철용), 39101~39107편성(서해선 전철용)과 사양이 동일하며, 싱글암 팬터그래프, 전두부 상단 LED 행선기 중앙에 전조등이 추가되었으며, 내부에 CCTV가 설치되어 있다. 또한 휠체어석 스티커가 작은 검은색으로, 내부 출입문 경고스티커가 네모검정바탕으로 변경됐으며 위치가 손잡이 바로 위로 변경됐다. 통로문 상단 패찰도 글씨체가 작아졌으며, 의자(시트), 손잡이, 바닥은 경강선 및 동해선, 서해선과 동일한 사양으로 적용했다. 또한 분당선, 수인선 직결 운행을 염두에 두고, ATC·ATS 자동 전환 시스템이 탑재되어 있다.

### 4세대

#### 10차 도입분
- 분당차량사업소 소속: 35144~35160, 35179~35183편성 (총 22개 편성)
- 제작사: 현대로템
- 제어방식: VVVF-IGBT(현대로템 IPM)

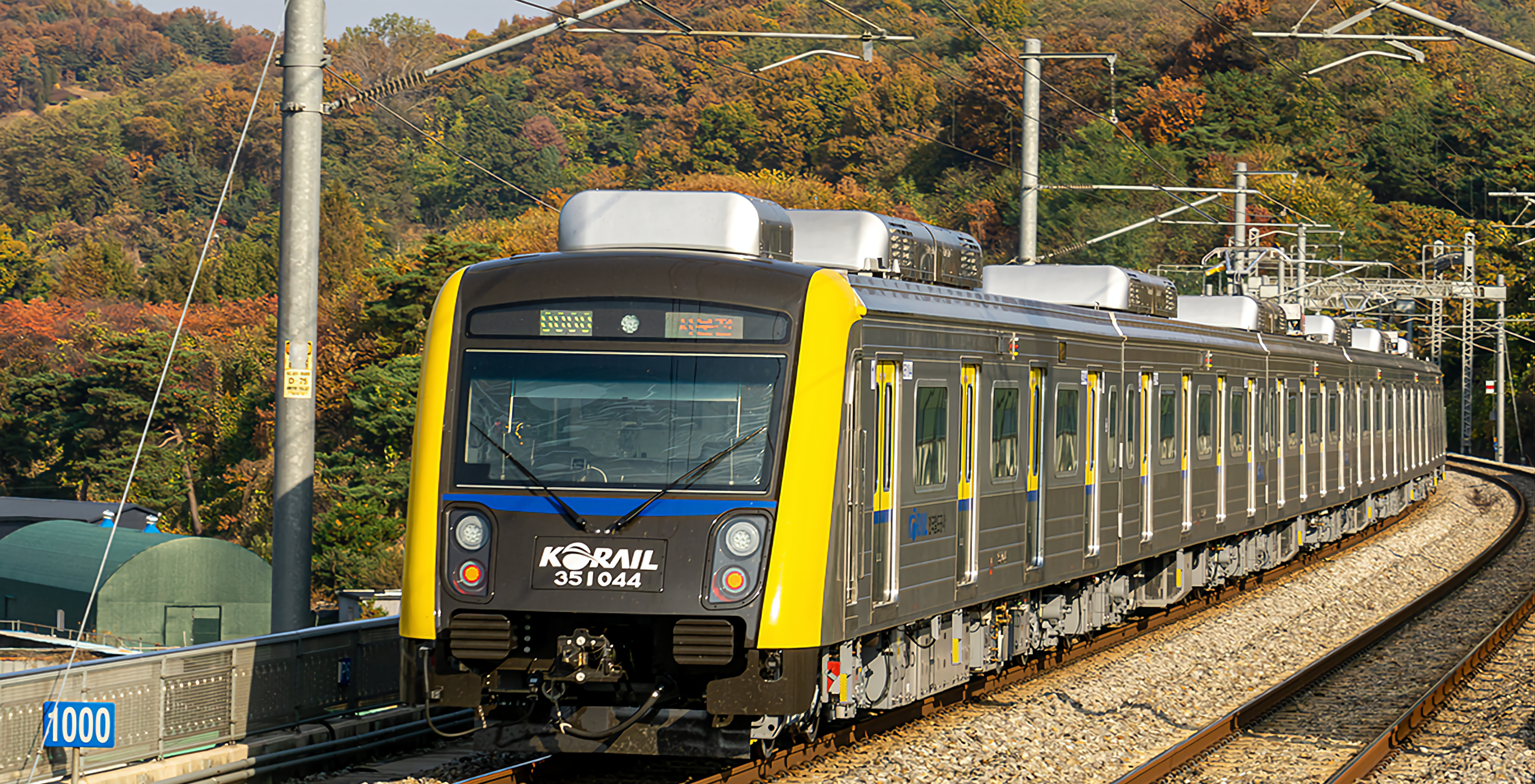
35144편성

노후화된 35101~35122편성을 대체한 목적으로 35144~35160, 35179~35183편성이 도입됐다. 개선형 주둥이 전동차이기도 하다. 사양은 31208~31215편성과 387~394편성과 동일하며, 해당 편성부턴 신도색이 적용되며 행선안내기와 열번표시기가 기존 구형 3색 LED에서 신형 7색 LED로 변경됐다. 또한 객차 간 통로문이 제거됐고, 객실 중앙좌석이 기존 7석에서 6석 플라스틱 의자로 변경됐다. 또한 차내 LCD 표출 방식도 개정됐다. 수인분당선 직결 운행함에 따라 ATC·ATS 자동 전환 시스템이 탑재되어 있다.

### 5세대

#### 11차 도입분
- 분당차량사업소 소속: 35184~35187편성 (총 4개 편성)
- 제작사: 우진산전

노후화된 35123~35126편성을 대체할 목적으로 35184~35187편성이 도입될 예정이다.

#### 12차 도입분
- 분당차량사업소 소속: 35188~35189편성(총 2개 편성)
- 제작사: 미정

노후화된 35127~35128편성을 대체할 목적으로 35188~35189편성이 도입할 예정이다.

## 개조 역사

### 도색 변경
도입 이후부터 2005년까지는 주황색 - 빨간색 도색을 공통으로 사용하여 왔으나, 2005년부터 불연재 내장 리뉴얼과 함께 한국철도공사 도색으로 교체되었으며 3호선 차량은 주황색과 군청색, 4호선 차량은 하늘색과 군청색, 분당선 차량은 노란색(카나리아색)과 군청색, 수인선 차량은 1호선 및 경의중앙선 차량과 동일한 빨간색과 군청색이 적용되어 있다. 이후 수원역까지 수인선이 개통하면 분당선과 직결 운행할 계획이었기 때문에, 기존 분당선 도색과 동일하게 노란색(카나리아색)과 군청색으로 재도색이 이루어졌다.

### 전장품 변경
- 2004년 7월부터 2005년까지 모든 차량의 SIV (정지형 인버터)가 우진산전 IGBT 제품으로 변경됐다.
- 2004년부터 답면제동장치 소음개량 사업이 시작되어 현재 진행 중이다.
- 2005년부터 도시바에서 제작하던 TGIS 장비가 우진산전의 장비로 개량되어 안내방송, 냉방, 행선 표시등 서비스 기기 제어 기능이 추가되기도 했다. (분당선 35101~35128편성)
- 2003년부터 수인·분당선 일부 차량의 주변환장치가 IGBT 2레벨 인버터로 교체되었다. 35101~35108, 35110, 35113, 35115~35116, 35119, 35125편성 등 모두 14개 편성이다. 35129편성부터 IGBT 2레벨 인버터가 탑재되어 도입이 이뤄졌다.
- 2013년부터 분당선 일부 차량의 객실 LED 안내기가 기존 검은색의 구형 3색 LED 안내기에서 흰색 3색 LED 안내기로 변경됐다.
- 2011년 12월부터 2013년 2월까지 분당선 전동차의 차량 객실간 통로문이 자동문으로 바뀌었다. 3세대 전기형 차량은 자동문이 설치된 채로 반입됐으나 2021년 이후에 도입되던 4세대형 차량은 통로문 벽을 아예 없앤다.
- 2012년 수인선에서 운행 중인 일부 편성의 Tc 차량에 자전거 전용 거치대가 설치됐다. 35161~35164편성으로 중앙선에 임시로 차출 투입할 때 설치되었다. (단 자전거의 경우 주인이 직접 들고 다녀야 한다.)
- 2012년 12월부터 코레일 소속 분당선 일부 차량의 출입문 구동방식이 기존 공기식에서 전기식(35111, 35123~35126, 35128편성)으로 변경되었다. 모두 6개 편성이다.
- 2016년부터 코레일 소속 수인분당선 일부 차량의 전조등이 백열등에서 LED로 점진적으로 교체되고 있는 중이다 (35101~35140, 35166, 35167(351967호만), 35168편성). (2013년도에 도입된 전동차의 LED 전조등(7발)과는 달리 전조등의 LED 수가 10발이다.)
- 2016년부터 35128편성의 차내 스피커 시범 교체를 시작으로 2017년은 분당선 일부 차량의 차내스피커가 변경됐다. 새로 바뀐 신형 스피커는 35129~35143편성과 35161~35172편성의 동일한 음질로 기존 스피커보다 더 향상한 (35112~35128편성) 스피커다.[16]
- 2016년 8월부터 2020년 9월 11일까지 수인·분당선 계통의 신설을 염두에 두고, 초창기 도입분(35101~35121)을 제외한, 일부 차량이 ATC·ATS 겸용 시스템으로 개량되기도 하였다.

#### 주변환장치 교체 현황
- 2005년: 35115~35116편성
- 2007년 8월: 35110편성
- 2009년 7월: 35113편성
- 2011년 10월: 35108편성
- 2013년: 35103~35104편성
- 2014년: 35101~35102편성
- 2015년: 35105~35107편성
- 2017년: 35119편성
- 2018년 8월 30일: 35125편성

### 내장재 교체 사업
2003년 2월 18일 대구 지하철 화재 참사를 계기로 강화된 철도차량의 내연 기준에 의하여 2004년부터 2005년까지 한국철도공사의 전 차량을 불연재 기준에 맞춘 내장재로 교체되었다. 교체 사업은 로윈, SLS중공업 등이 참여하였다. 이와 동시에 보수성이 떨어진 전면, 측면행선표시장치(DI)를 롤지 회전 방식에서 LED 현시 방식으로 교체되었다.
- 로윈(1차): 35101~35108편성
- 로윈(2차): 35109~35118편성
- SLS중공업(3차): 35119~35128편성

### 측면 행선LED가동 중단
현재 스크린도어가 모두 설치되어 앞칸과 뒷칸을 제외한 안내기가 소등되었다. 다만 5세대 전동차 이후부터는 앞칸과 뒷칸만 측면 안내기가 가동 중이다.

### 차출 운행

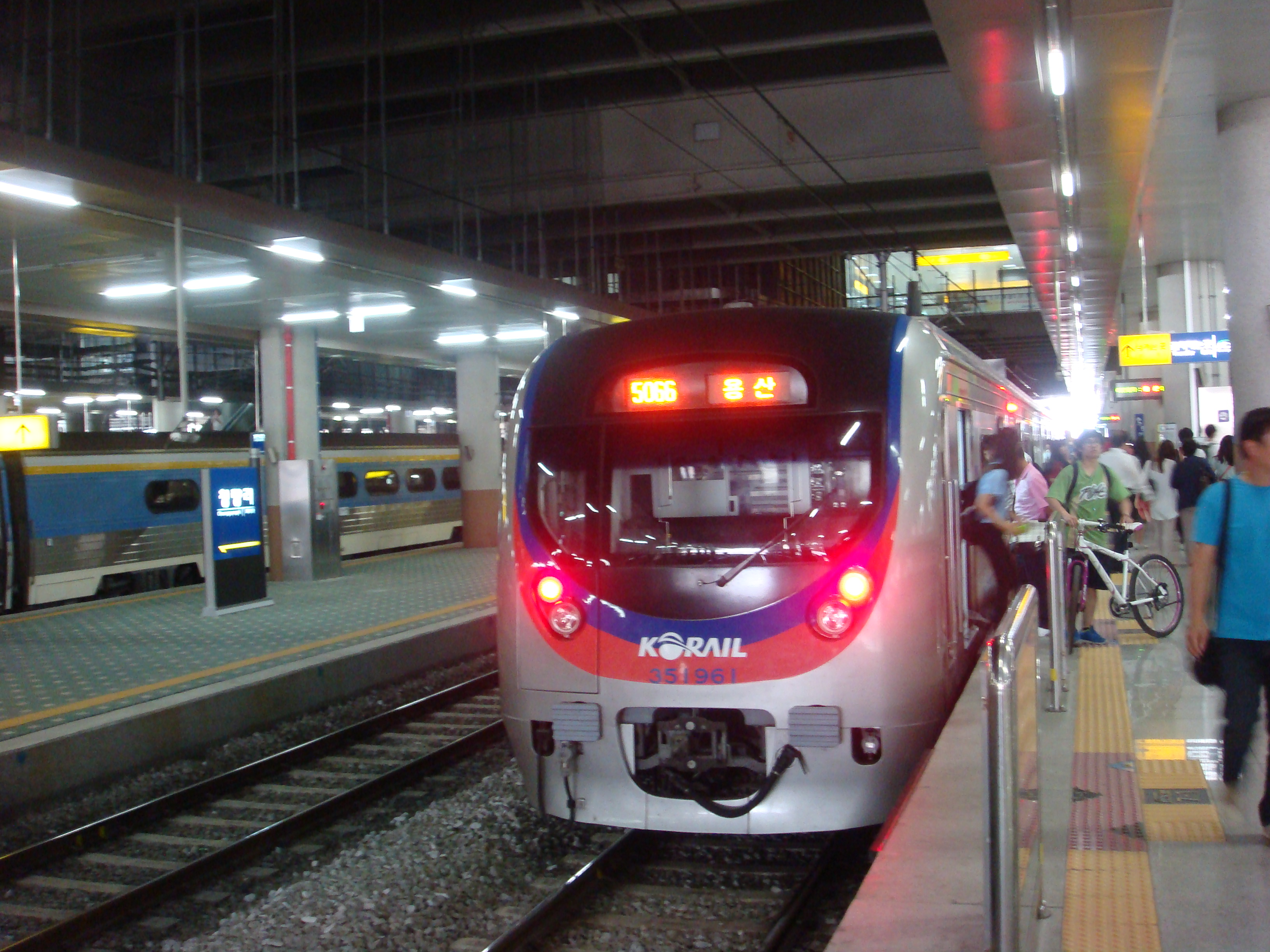
중앙선 차출 시절의 35161편성

- 2011년 10월, 중앙선 전동차가 6량 1편성으로 운행되면서 35161~35164편성이 잠시 운행됐다.[17]
- 2012년 12월 15일, 경의선 공덕역 연장 개통과 함께 35161편성이 임시로 운행되었다.
- 2013년 11월, 중앙선 8량 환원과 함께 분당선 35134~35140편성이 휴차되면서 35169~35172편성이 임시로 운행되었다.
- 2018년 1월 31일, 수인선 한대앞~수원 구간이 2020년 9월 12일에 개통된 관계로 35173~35176편성이 분당선에서 임시로 운행되었다.

## 현황
현재 운행 중인 차량은 가독성을 높이기 위해 굵은 글씨로 표시했다.

### 1세대분
| 차호       | 도입 시기 | 운행 중단 시기 | 비고                                                                   |
| ---------- | --------- | -------------- | ---------------------------------------------------------------------- |
| 35101 편성 | 1993년    | 2022년         | 추진제어장치가 도시바 GTO에서 도시바 IGBT 로 교체됐다.                 |
| 35102 편성 | 1993년    | 2023년         | 추진제어장치가 도시바 GTO에서 도시바 IGBT 로 교체됐다.                 |
| 35103 편성 | 1993년    | 2023년         | 추진제어장치가 도시바 GTO에서 도시바 IGBT 로 교체됐다.                 |
| 35104 편성 | 1993년    | 2023년         | 추진제어장치가 도시바 GTO에서 도시바 IGBT 로 교체됐다.                 |
| 35105 편성 | 1993년    | 2022년         | 추진제어장치가 도시바 GTO에서 도시바 IGBT 로 교체됐다.                 |
| 35106 편성 | 1993년    | 2023년         | 추진제어장치가 도시바 GTO에서 도시바 IGBT 로 교체됐다.                 |
| 35107 편성 | 1993년    | 2023년         | 추진제어장치가 도시바 GTO에서 도시바 IGBT 로 교체됐다.                 |
| 35108 편성 | 1993년    | 2023년         | 추진제어장치가 도시바 GTO에서 도시바 IGBT 로 교체됐다.                 |
| 35109 편성 | 1993년    | 2022년         |                                                                        |
| 35110 편성 | 1993년    | 2023년         | 추진제어장치가 도시바 GTO에서 도시바 IGBT으로 교체됐다.                |
| 35111 편성 | 1993년    | 2022년         | 출입문 구동방식이 공기식에서 전기식으로 교체됐다.                      |
| 35112 편성 | 1993년    | 2022년         |                                                                        |
| 35113 편성 | 1993년    | 2023년         | 추진제어장치가 도시바 GTO에서 도시바 IGBT로 교체됐다.                  |
| 35114 편성 | 1993년    | 2022년         |                                                                        |
| 35115 편성 | 1993년    | 2023년         | 추진제어장치가 도시바 GTO에서 도시바 IGBT로 교체됐다.                  |
| 35116 편성 | 1993년    | 2022년         | 추진제어장치가 도시바 GTO에서 도시바 IGBT로 교체됐다.                  |
| 35117 편성 | 1996년    | 2021년         | 한국철도기술연구원에 매각됐다. 35117편성은 측면에 집진장치가 장착됐다. |
| 35118 편성 | 1996년    | 2021년         | 한국철도기술연구원에 매각됐다. 35117편성은 측면에 집진장치가 장착됐다. |
| 35119 편성 | 1999년    | 2024년         | 추진제어장치가 도시바 GTO에서 도시바 IGBT 로 교체됐다.                 |
| 35120 편성 | 1999년    | 2024년         |                                                                        |
| 35121 편성 | 1999년    | 2024년         |                                                                        |
| 35122 편성 | 1999년    | 2024년         | 1세대분 차량 중 ATC·ATS 겸용으로 개조된 유일한 편성이다.               |

### 2세대분
| 차호       | 도입 시기 | 운행 중단 시기 | 비고 |
| ---------- | --------- | -------------- | --- |
| 35123 편성 | 2003년    | 운행 중        | 출입문 구동방식이 공기식에서 전기식으로 바뀌었다.                                                         |
| 35124 편성 | 2003년    | 운행 중        | 출입문 구동방식이 공기식에서 전기식으로 바뀌었다.                                                         |
| 35125 편성 | 2003년    | 운행 중        | 출입문 구동방식이 공기식에서 전기식으로 바뀌었다. 추진제어장치가 도시바 GTO 에서 도시바 IGBT 로 바뀌었다. |
| 35126 편성 | 2003년    | 운행 중        | 출입문 구동방식이 공기식에서 전기식으로 바뀌었다.                                                         |
| 35127 편성 | 2003년    | 운행 중        | |
| 35128 편성 | 2003년    | 운행 중        | 출입문 구동방식이 공기식에서 전기식으로 바뀌었다.                                                         |

### 3세대분
| 차호       | 도입 시기      | 운행 중단 시기 | 비고 |
| ---------- | -------------- | -------------- | --- |
| 35129 편성 | 2011년         | 운행 중        | 객실 내 CCTV가 설치되었다. |
| 35130 편성 | 2011년         | 운행 중        | 객실 내 CCTV가 설치되었다. |
| 35131 편성 | 2011년         | 운행 중        | 객실 내 CCTV가 설치되었다. |
| 35132 편성 | 2011년         | 운행 중        | 객실 내 CCTV가 설치되었다. |
| 35133 편성 | 2011년         | 운행 중        | 객실 내 CCTV가 설치되었다. |
| 35134 편성 | 2012년, 2014년 | 운행 중        | 중간 객차 신조 및 편성 재조성으로 인해 잠시 휴차되었다. |
| 35135 편성 | 2012년, 2014년 | 운행 중        | 중간 객차 신조 및 편성 재조성으로 인해 잠시 휴차되었다. |
| 35136 편성 | 2012년, 2014년 | 운행 중        | 중간 객차 신조 및 편성 재조성으로 인해 잠시 휴차되었다. |
| 35137 편성 | 2012년, 2014년 | 운행 중        | 중간 객차 신조 및 편성 재조성으로 인해 잠시 휴차되었다. |
| 35138 편성 | 2012년, 2014년 | 운행 중        | 중간 객차 신조 및 편성 재조성으로 인해 잠시 휴차되었다. |
| 35139 편성 | 2012년, 2014년 | 운행 중        | 중간 객차 신조 및 편성 재조성으로 인해 잠시 휴차되었다. |
| 35140 편성 | 2012년, 2014년 | 운행 중        | 중간 객차 신조 및 편성 재조성으로 인해 잠시 휴차되었다. |
| 35141 편성 | 2013년         | 운행 중        | 도입 당시 LED 전조등 및 ATC·ATS 자동 전환 시스템이 장착된 편성이다. |
| 35142 편성 | 2013년         | 운행 중        | 도입 당시 LED 전조등 및 ATC·ATS 자동 전환 시스템이 장착된 편성이다. |
| 35143 편성 | 2013년         | 운행 중        | 도입 당시 LED 전조등 및 ATC·ATS 자동 전환 시스템이 장착된 편성이다. |
| 35161 편성 | 2011년         | 운행 중        | 객실 내 CCTV가 설치되었다. 35161~35164편성은 자전거 전용칸을 운용한 이력이 있다. |
| 35162 편성 | 2011년         | 운행 중        | 객실 내 CCTV가 설치되었다. 35161~35164편성은 자전거 전용칸을 운용한 이력이 있다. |
| 35163 편성 | 2011년         | 운행 중        | 객실 내 CCTV가 설치되었다. 35161~35164편성은 자전거 전용칸을 운용한 이력이 있다. |
| 35164 편성 | 2011년         | 운행 중        | 객실 내 CCTV가 설치되었다. 35161~35164편성은 자전거 전용칸을 운용한 이력이 있다. |
| 35165 편성 | 2011년         | 운행 중        | 객실 내 CCTV가 설치되었다. 35161~35164편성은 자전거 전용칸을 운용한 이력이 있다. |
| 35166 편성 | 2011년         | 운행 중        | 객실 내 CCTV가 설치되었다. 35161~35164편성은 자전거 전용칸을 운용한 이력이 있다. |
| 35167 편성 | 2011년         | 운행 중        | 객실 내 CCTV가 설치되었다. 35161~35164편성은 자전거 전용칸을 운용한 이력이 있다. |
| 35168 편성 | 2011년         | 운행 중        | 객실 내 CCTV가 설치되었다. 35161~35164편성은 자전거 전용칸을 운용한 이력이 있다. |
| 35169 편성 | 2013년         | 운행 중        | 객실 내 CCTV가 설치되었으며, 실내 조명등이 LED 조명등이다. 35169편성부터 도입 당시 LED 전조등 및 ATC·ATS 자동 전환 시스템이 장착되었다. 35173편성부터 싱글암 팬터그래프가 설치, 열차번호 안내기와 행선안내기 사이에 LED 전조등이 장착되었다. |
| 35170 편성 | 2013년         | 운행 중        | 객실 내 CCTV가 설치되었으며, 실내 조명등이 LED 조명등이다. 35169편성부터 도입 당시 LED 전조등 및 ATC·ATS 자동 전환 시스템이 장착되었다. 35173편성부터 싱글암 팬터그래프가 설치, 열차번호 안내기와 행선안내기 사이에 LED 전조등이 장착되었다. |
| 35171 편성 | 2013년         | 운행 중        | 객실 내 CCTV가 설치되었으며, 실내 조명등이 LED 조명등이다. 35169편성부터 도입 당시 LED 전조등 및 ATC·ATS 자동 전환 시스템이 장착되었다. 35173편성부터 싱글암 팬터그래프가 설치, 열차번호 안내기와 행선안내기 사이에 LED 전조등이 장착되었다. |
| 35172 편성 | 2013년         | 운행 중        | 객실 내 CCTV가 설치되었으며, 실내 조명등이 LED 조명등이다. 35169편성부터 도입 당시 LED 전조등 및 ATC·ATS 자동 전환 시스템이 장착되었다. 35173편성부터 싱글암 팬터그래프가 설치, 열차번호 안내기와 행선안내기 사이에 LED 전조등이 장착되었다. |
| 35173 편성 | 2017년         | 운행 중        | 객실 내 CCTV가 설치되었으며, 실내 조명등이 LED 조명등이다. 35169편성부터 도입 당시 LED 전조등 및 ATC·ATS 자동 전환 시스템이 장착되었다. 35173편성부터 싱글암 팬터그래프가 설치, 열차번호 안내기와 행선안내기 사이에 LED 전조등이 장착되었다. |
| 35174 편성 | 2017년         | 운행 중        | 객실 내 CCTV가 설치되었으며, 실내 조명등이 LED 조명등이다. 35169편성부터 도입 당시 LED 전조등 및 ATC·ATS 자동 전환 시스템이 장착되었다. 35173편성부터 싱글암 팬터그래프가 설치, 열차번호 안내기와 행선안내기 사이에 LED 전조등이 장착되었다. |
| 35175 편성 | 2017년         | 운행 중        | 객실 내 CCTV가 설치되었으며, 실내 조명등이 LED 조명등이다. 35169편성부터 도입 당시 LED 전조등 및 ATC·ATS 자동 전환 시스템이 장착되었다. 35173편성부터 싱글암 팬터그래프가 설치, 열차번호 안내기와 행선안내기 사이에 LED 전조등이 장착되었다. |
| 35176 편성 | 2017년         | 운행 중        | 객실 내 CCTV가 설치되었으며, 실내 조명등이 LED 조명등이다. 35169편성부터 도입 당시 LED 전조등 및 ATC·ATS 자동 전환 시스템이 장착되었다. 35173편성부터 싱글암 팬터그래프가 설치, 열차번호 안내기와 행선안내기 사이에 LED 전조등이 장착되었다. |
| 35177 편성 | 2017년         | 운행 중        | 객실 내 CCTV가 설치되었으며, 실내 조명등이 LED 조명등이다. 35169편성부터 도입 당시 LED 전조등 및 ATC·ATS 자동 전환 시스템이 장착되었다. 35173편성부터 싱글암 팬터그래프가 설치, 열차번호 안내기와 행선안내기 사이에 LED 전조등이 장착되었다. |
| 35178 편성 | 2017년         | 운행 중        | 객실 내 CCTV가 설치되었으며, 실내 조명등이 LED 조명등이다. 35169편성부터 도입 당시 LED 전조등 및 ATC·ATS 자동 전환 시스템이 장착되었다. 35173편성부터 싱글암 팬터그래프가 설치, 열차번호 안내기와 행선안내기 사이에 LED 전조등이 장착되었다. |

### 4세대분
해당 편성들부터 신도색이 적용되었으며, 배장기가 제거되었다.
| 차호       | 도입 시기 | 운행 중단 시기 | 비고                                                                       |
| ---------- | --------- | -------------- | -------------------------------------------------------------------------- |
| 35144 편성 | 2021년    | 운행 중        |                                                                            |
| 35145 편성 | 2021년    | 운행 중        |                                                                            |
| 35146 편성 | 2021년    | 운행 중        |                                                                            |
| 35147 편성 | 2021년    | 운행 중        |                                                                            |
| 35148 편성 | 2022년    | 운행 중        |                                                                            |
| 35149 편성 | 2022년    | 운행 중        |                                                                            |
| 35150 편성 | 2022년    | 운행 중        |                                                                            |
| 35151 편성 | 2022년    | 운행 중        |                                                                            |
| 35152 편성 | 2022년    | 운행 중        |                                                                            |
| 35153 편성 | 2022년    | 운행 중        |                                                                            |
| 35154 편성 | 2022년    | 운행 중        |                                                                            |
| 35155 편성 | 2022년    | 운행 중        |                                                                            |
| 35156 편성 | 2022년    | 운행 중        |                                                                            |
| 35157 편성 | 2022년    | 운행 중        |                                                                            |
| 35158 편성 | 2022년    | 운행 중        |                                                                            |
| 35159 편성 | 2022년    | 운행 중        |                                                                            |
| 35160 편성 | 2022년    | 운행 중        |                                                                            |
| 35179 편성 | 2022년    | 운행 중        |                                                                            |
| 35180 편성 | 2023년    | 운행 중        | 해당 편성부터 객실 환기용 팬이 추가되었으며, 한국철도공사 문구가 지워졌다. |
| 35181 편성 | 2023년    | 운행 중        |                                                                            |
| 35182 편성 | 2024년    | 운행 중        |                                                                            |
| 35183 편성 | 2024년    | 운행 중        |                                                                            |

### 5세대분
| 차호       | 도입 시기            | 운행 중단 시기 | 비고 |
| ---------- | -------------------- | -------------- | ---- |
| 35184 편성 | 2027년 ~ 2028년 예정 | 제작 예정      |      |
| 35185 편성 | 2027년 ~ 2028년 예정 | 제작 예정      |      |
| 35186 편성 | 2027년 ~ 2028년 예정 | 제작 예정      |      |
| 35187 편성 | 2027년 ~ 2028년 예정 | 제작 예정      |      |

### 6세대분
| 차호       | 도입 시기   | 운행 중단 시기 | 비고 |
| ---------- | ----------- | -------------- | ---- |
| 35188 편성 | 2028년 예정 | 제작 예정      |      |
| 35189 편성 | 2028년 예정 | 제작 예정      |      |

## 사고
- 2011년 4월 23일 분당선 죽전역에서 30m 떨어진 지점에서 35115편성 (변경 전 266편성) 전동차가 탈선하던 사고가 있다. 이로 인해 오리역-보정역간 운행이 약 6시간 동안 중단되었다.[18]

## 사진

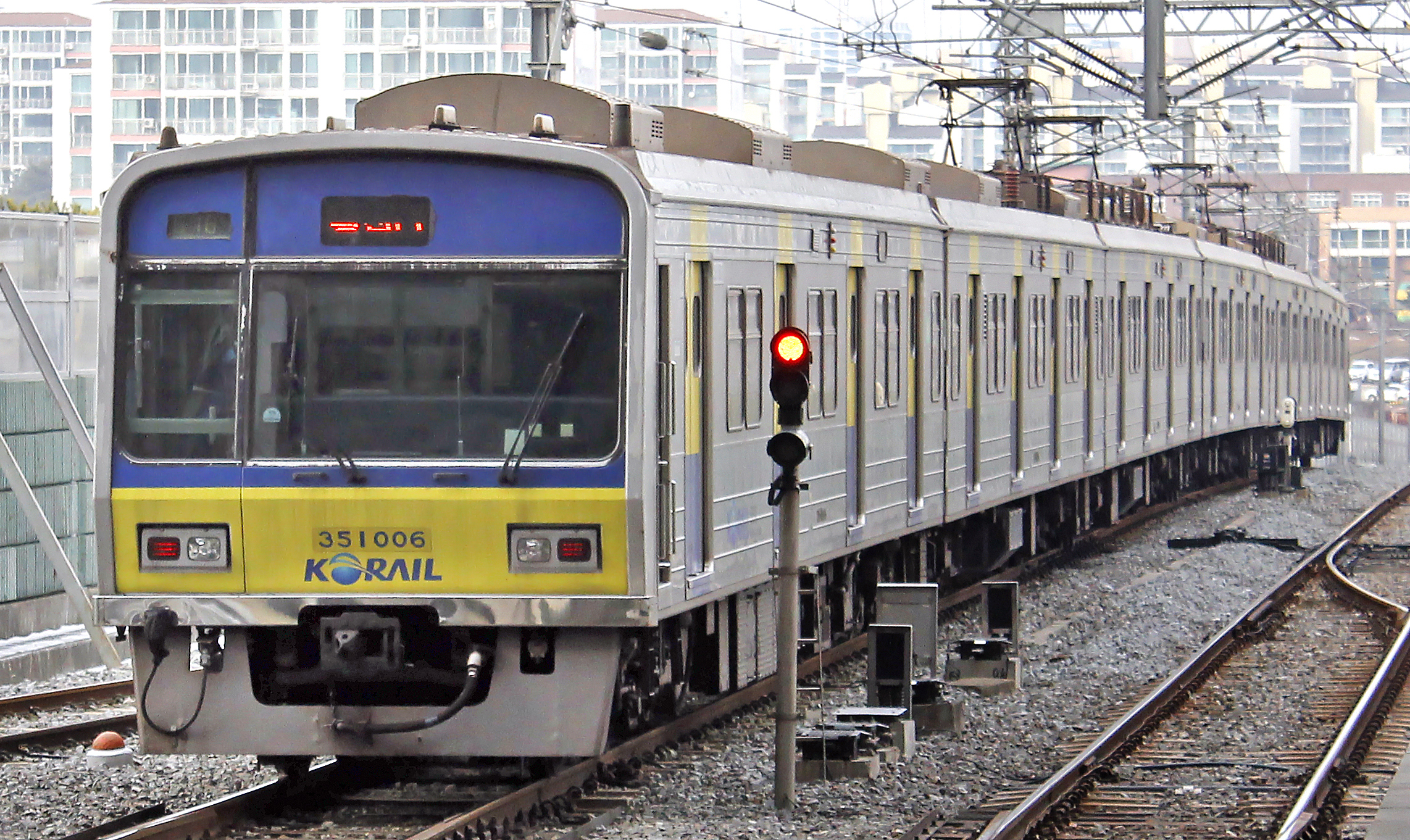
1세대형 차량 (현재 폐차)
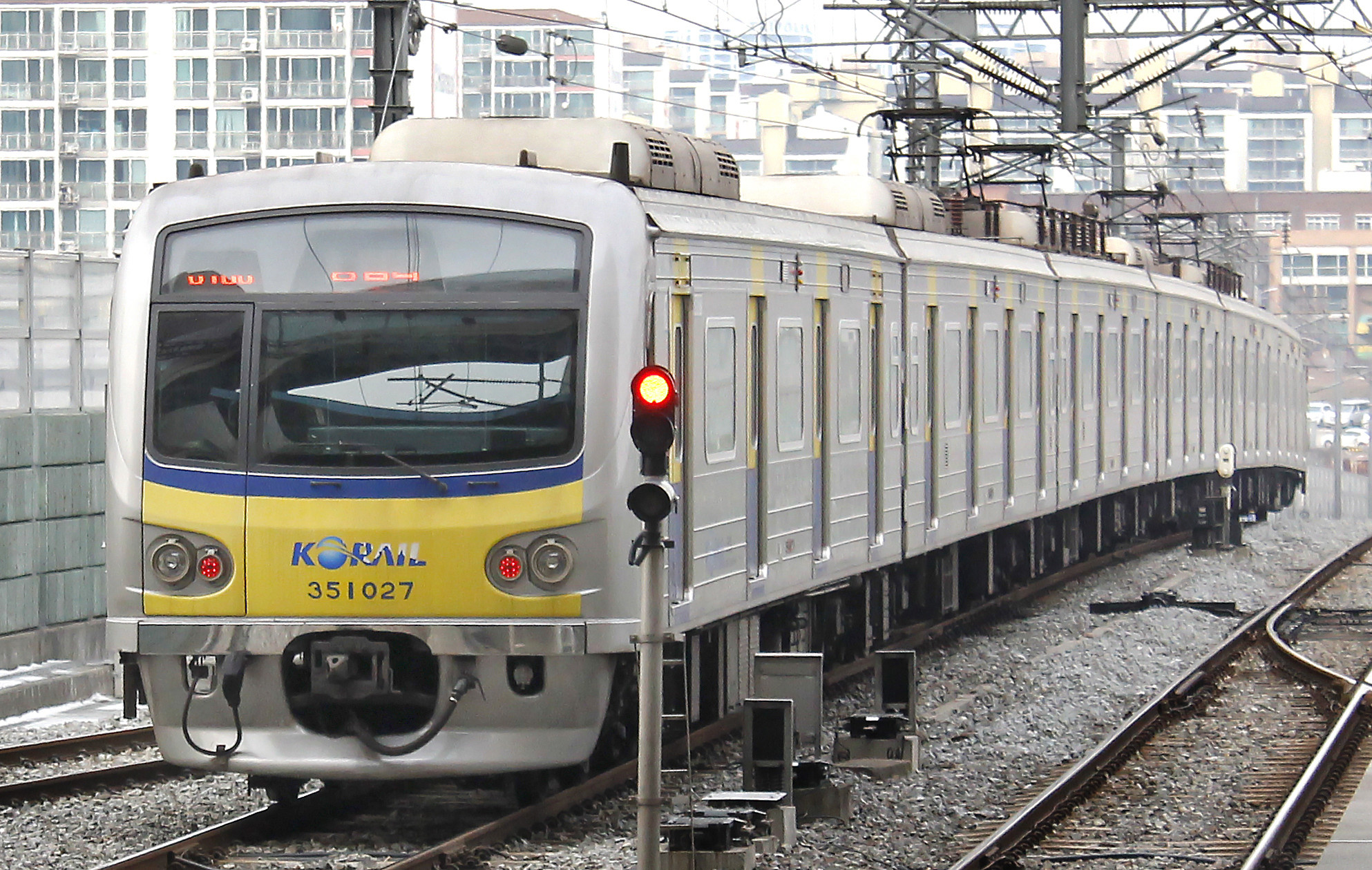
2세대형 차량
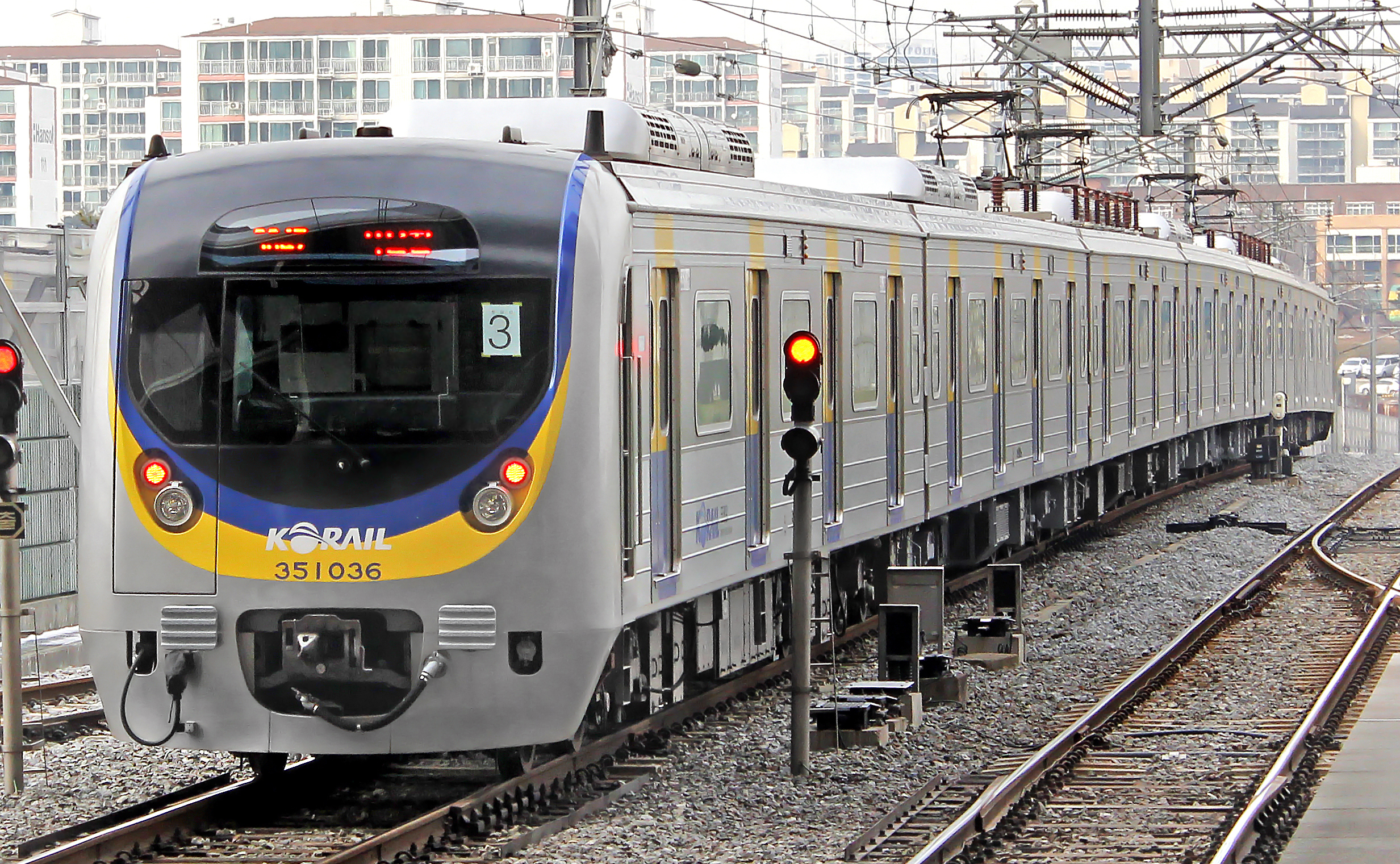
3세대형 차량
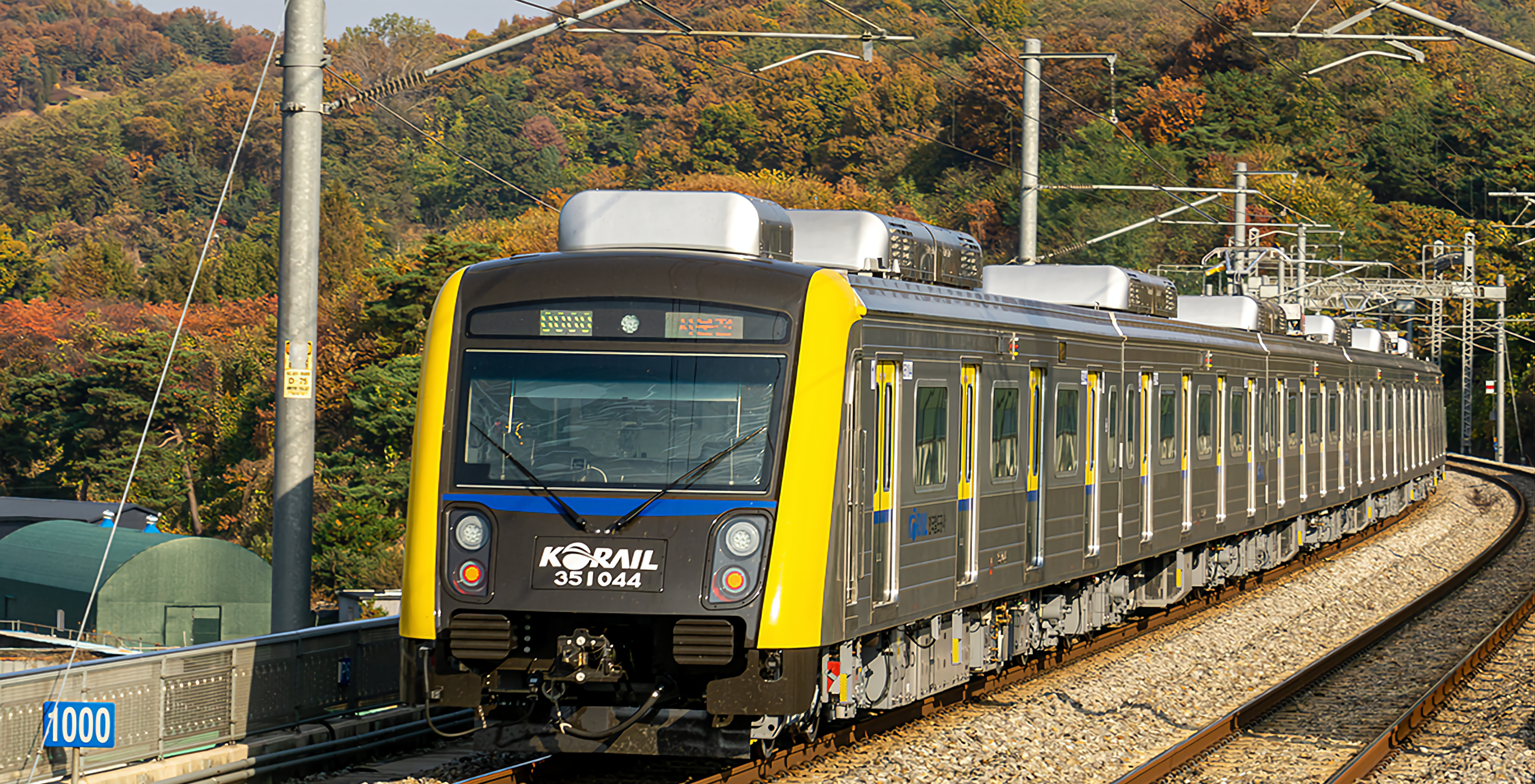
4세대형 차량
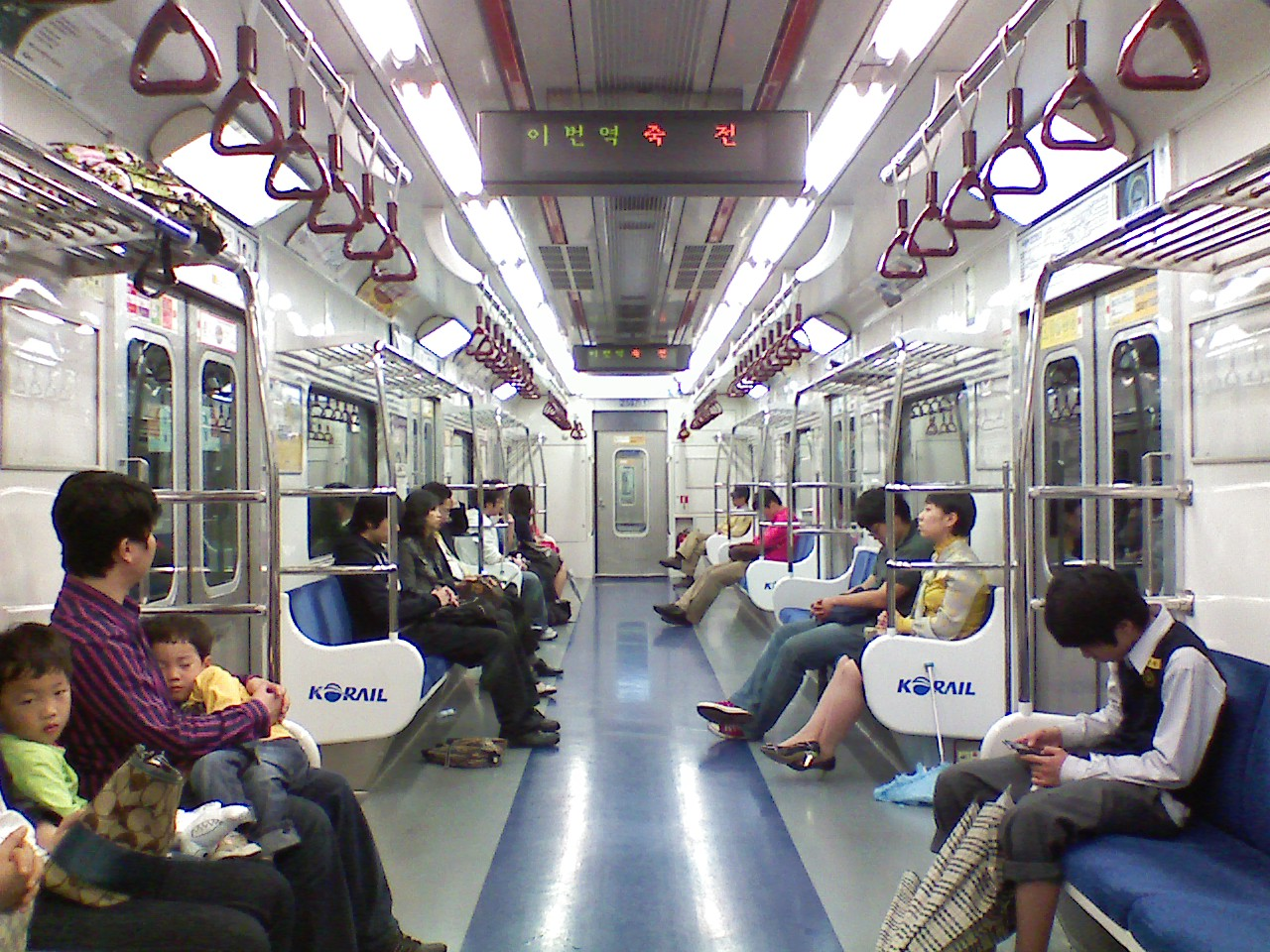
2세대형 차량 내부 (차호 개정 전, 통로문 교체 전)
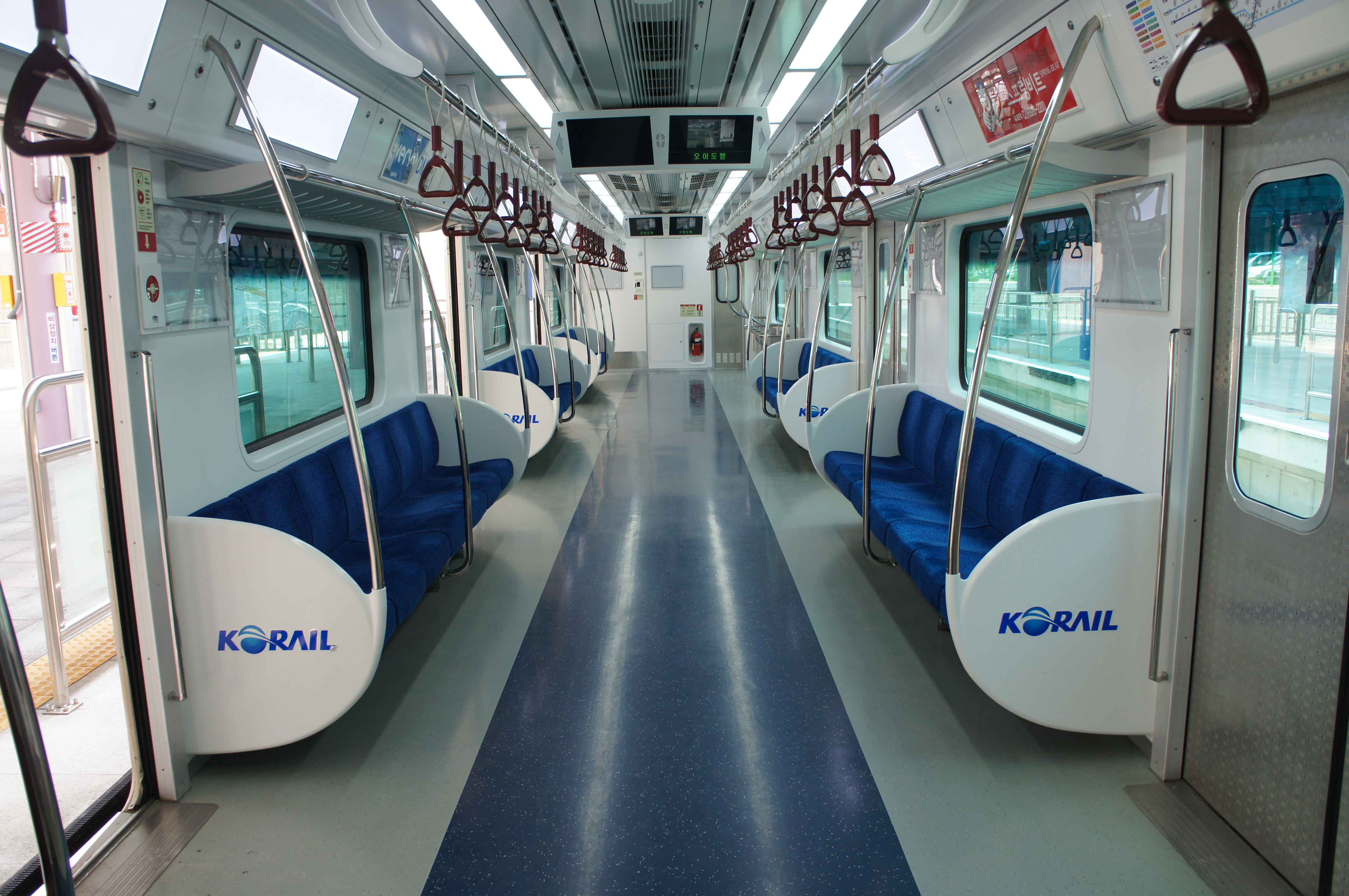
3세대형 차량 내부

## 같이 보기
- 한국철도공사
- 수도권 전철 수인·분당선
- 한국철도공사 311000호대 · 312000호대 전동차
- 한국철도공사 319000호대 전동차
- 한국철도공사 341000호대 전동차